# Skjåsjön
Skjåsjön är en sjö i Västerviks kommun i Småland och ingår i Storåns huvudavrinningsområde. Sjön har en area på 0,14 kvadratkilometer och ligger 86 meter över havet.

## Delavrinningsområde
Skjåsjön ingår i det delavrinningsområde (644157-153000) som SMHI kallar för Ovan Melbyån. Medelhöjden är 65 meter över havet och ytan är 11,71 kvadratkilometer. Räknas de 41 avrinningsområdena uppströms in blir den ackumulerade arean 340,36 kvadratkilometer. Avrinningsområdets utflöde Storån (Fallån) mynnar i havet. Avrinningsområdet består mestadels av skog (56 procent) och jordbruk (27 procent). Avrinningsområdet har 0,57 kvadratkilometer vattenytor vilket ger det en sjöprocent på 4,8 procent.